# Јохан Валхаузен
Јохан Валхаузен (1580-1627) био је немачки војни писац из 17. века.

## Дело
Од планираног дела Збирка ратне науке, у којем је планирао да обради ратну вештину свог доба у 6 томова, објавио је само 3 књиге: Tактику пешадије (објављена 1615), која се сматра најзначајнијим делом у немачкој војној литератури пре тридесетогодишњег рата, затим Tактику коњице (објављена 1616) и Тактику артиљерије (објављена 1617).